# 一建設
一建設株式会社（はじめけんせつ、英: HAJIME CONSTRUCTION CO., LTD.）は、東京都豊島区に本社（本店は東京都練馬区）を置くハウスメーカー。飯田グループホールディングスの完全子会社。創業者は飯田一男。

## 概要
一建設は、バブル時代にプレカット工法が確立するなか、ローコストハウスを提供した先駆的なパワービルダーとして知られる会社である。スケールメリットを活かして建築コストを削減できる建売住宅に強みをもつ。
飯田産業・東栄住宅・タクトホーム・アーネストワン・アイディホームは、いずれも一建設（当時の商号は飯田建設工業）が設立ないし買収して子会社となった会社である。その後資本関係は解消され、2013年の経営統合まで事業面での提携は殆ど無かった（1990年代後半までは一建設のマンションをアーネストワンと共同で施工する物件などが存在した）。
2012年12月25日、飯田一男（創業者）の呼びかけにより、飯田産業・東栄住宅・タクトホーム・アーネストワン・アイディホームと経営統合に基本合意。翌2013年11月1日、共同持株会社として飯田グループホールディングスを設立した。
主力事業である分譲戸建住宅のほか、新築分譲マンション、請負住宅を提供している。戸建分譲住宅においては、2022年4月の建築確認申請物件より住宅性能評価の5分野7項目について、最高等級を標準化としている。さらに長期優良住宅認定制度に対応した分譲住宅の供給も2024年8月以降開始している。事業ドメインとして「ライフサイクルサポート」を掲げており、リフォーム事業、アセットソリューション事業、リースバック事業など新しい事業領域にも注力しており、海外事業も展開している。
展開エリアとして、関東一都六県及び主要地方都市である仙台、名古屋、大阪、福岡などの人口が多く需要が見込めると判断した地域を中心に事業を展開しており、若年層の一次取得者をメインターゲットとしている。年間供給戸数が10,000棟以上である戸建住宅の営業拠点は、2024年3月末時点で140拠点を超えている。

## 沿革
- 1967年（昭和42年）2月 - 総合建築請負業を目的に、飯田建設工業有限会社を東京都保谷市（現：西東京市）富士町四丁目33番16号に設立
- 1973年（昭和48年）6月 - 飯田建設工業株式会社に組織変更
- 1975年（昭和50年）7月 - 宅地建物取引業者免許（東京都知事免許） 第29303号
- 1975年（昭和50年）8月 - 東京都練馬区南大泉町373番地に本社移転
- 1976年（昭和51年）7月 - 建設業許可（一般建設業）東京都知事許可 （般-14） 第3602号
- 1976年（昭和51年）12月 - 東栄住宅を子会社化
- 1977年（昭和52年）7月 - 不動産分譲事業の子会社として、飯田産業を設立
- 1981年（昭和56年）5月 - 総合建築請負業の子会社として、伏見建設工業（現：アーネストワン）を設立
- 1985年（昭和60年）1月 - 宅地建物取引業者免許（建設大臣免許）第3284号
- 1986年（昭和61年）5月 - タクトホームを子会社化
- 1986年（昭和61年）11月 - 関連会社の飯田ハウス工業、福生建設工業、美栄建設、飯田住宅を吸収合併
- 1990年（平成2年）3月 - 関連会社の飯田建設を吸収合併
- 1990年（平成2年）5月 - 東京都練馬区石神井町二丁目26番11号に本社移転
- 1995年（平成7年）8月 - 一級建築士事務所登録　第40186号
- 1995年（平成7年）9月 - 戸建住宅のリフォーム子会社として、アイディホームを設立
- 1995年（平成7年）12月 - 住宅性能保証制度業者登録　業者登録番号10011696
- 2004年（平成16年）2月 - 一建設株式会社に商号変更
- 2009年（平成21年）12月 - ジャスダック市場に新規上場
- 2012年（平成24年）2月 - 城南建設（現：住宅情報館）を子会社化
- 2013年（平成25年）10月 - ジャスダック市場より上場廃止
- 2013年（平成25年）11月1日 - 飯田産業、東栄住宅、タクトホーム、アーネストワン、アイディホームとともに共同株式移転により、飯田グループホールディングスを設立。
- 2017年（平成29年）8月 - 本社を東京都豊島区南池袋二丁目25番5号に移転（本店は練馬区石神井町二丁目のまま）[8]。
- 2019年（令和元年）12月 - ライフリビング（現：リビングコーポレーション）を子会社化
- 2020年（令和2年）4月 - リースバック事業を開始[9]。専用サイト「リースバックプラス」を開設[10]。
- 2021年（令和3年）11月 - リフォーム事業専用サイト「はじめのちょうどいいリフォーム」を開設[11]。
- 2024年（令和5年）12月 - 住み替え支援に特化した新ブランド『ラクいえ売却』を2024年12月2日より開始[12]。

## 広告活動
■CM
2019年より俳優の田中圭を起用し、「マジメはじめ」としてCMを放映。2019年は「公園篇」「海篇」、2020年は「超ドいいおすすめ篇」「超ドいい垂れ幕篇」を放映。
2021年からは、「家は家族をつなぐ場所」をテーマにしたCMを放映。
2022年8月より「いい人生にちょうどいい家を」をコンセプトとして、赤ちゃんを見守る夫婦の会話が流れる「赤ちゃん篇」とパパが育児休業中の家族を描いた「夫婦篇」を放映。「赤ちゃんを見守る夫婦とパパが育休中の家族を描いた“ほっこりCM”」。女優の美馬アンナが出演している。2023年8月から「プレゼント篇」、「お昼寝篇」を放映している。
2022年11月、『キャプテン翼』の高橋陽一先生監修、戸田邦和先生作画、たった3つのセリフだけで繰り広げられるハートフルスピードドラマ「ハジメとケンとセツ」（1話～6話）を公開。2023年11月に7話～12話を公開。
また、2023年11月に、俳優の斉藤兄弟（斉藤祥太、斉藤慶太）と中村静香が主演を務めるミニドラマ版がテレビ西日本で放映された。2024年11月より「ハジメとケンとセツ 時空を越えし伝セツ 篇」（1話～12話）を公開。
■ラジオドラマ
2021年4月より、TOKYO FMにて、女優・モデルとして活躍する髙橋ひかるが、住宅会社の新入社員役に挑戦するラジオドラマ「一建設 presents おうちのはなし」を放送。2022年4月からは放送エリアを7局に拡大して放送している。
■看板等
　JR山手線 新大久保駅に2019年から「マジメはじめ」の広告看板を設置。
　2021年から「子どもの描く家」デザインの看板に変更し、継続して広告看板が設置されている。本社の最寄駅である池袋駅においても、東武東上線のホームへ同様の看板を設置している。
■SNS
一建設 official - YouTube
一建設【公式】 (@hajime_kensetsu) - Twitter

### 提供番組
- 奇跡体験!アンビリバボー（フジテレビ、2019年4月 - 2019年6月 ）
- ABCニュース（朝日放送テレビ、過去)